# Fataal (televisieprogramma)
Fataal is een Nederlands televisieprogramma van de Evangelische Omroep. Het wordt gepresenteerd door Herman Wegter. Het programma is vanaf september 2007 te zien op het jongerennet Nederland 3. Er is in 2008 een tweede seizoen uitgezonden.
In de serie "Fataal" worden verkeersongelukken met dodelijke afloop in beeld gebracht, waarbij jongeren zijn betrokken. In het programma ziet de kijker een reconstructie van het ongeluk. Dit wordt afgewisseld met commentaar van veroorzakers en slachtoffers. De serie laat een reconstructie zien, met de hoop dat het programma impact heeft. Daarnaast is het de bedoeling dat het programma jongeren aanspreekt.
Het programma is een idee van het Bureau Verkeershandhaving Openbaar Ministerie (BVOM). Het bureau wil hiermee ook preventief bezig zijn. Het BVOM werkt eveneens mee aan het programma Wegmisbruikers! van de Nederlandse commerciële zender SBS6.